# Divisor de corrent
Un divisor de corrent, és una configuració present en els circuits elèctrics que s'utilitza per dividir el corrent elèctric d'una font de corrent en corrents de valors inferiors, elegint les resistències o impedàncies adequades.
Per construir un divisor de corrent es necessiten dos o més resistències o impedàncies connectades en paral·lel i que satisfan la primera llei de Kirchoff (la llei de nodes), en la qual la suma dels corrents que entra en un node és igual a la suma dels corrents que surten pel mateix node.

## Cas particular: divisor de corrent constituït per dues impedàncies

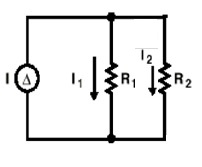
Resistències en paral·lel

Aquest divisor està format únicament per dues resistències en paral·lel de diferent valor. Com que estan connectades en paral·lel, tindrem la mateixa tensió en les dues resistències però diferents corrents. Podem conèixer el valor del corrent I1 I₂ que circula per cada resistència o impedància en funció del corrent total (Ig) i sense la necessitat de calcular la tensió total del circuit, utilitzant aquestes dues fórmules que s'extreuen de la llei d'Ohm
{\displaystyle I_{1}={\frac {R_{2}}{R_{1}+R_{2}}}I_{generador}}
{\displaystyle I_{2}={\frac {R_{1}}{R_{1}+R_{2}}}I_{generador}}

## Cas general: divisor de corrent constituït per diverses impedàncies

RT. es refereix a la resistència equivalent formada per R1, R2 i R3.

En el cas de tenir més de dues resistències també podem calcular el corrent que passa per cada resistència transformant el circuit en un de més simple compost únicament per dues resistències. Per fer-ho elegim la branca la qual volem saber el corrent que i circula i calculem la resistència equivalent de les resistències que ens queden. D'aquesta manera transformem un circuit complex en un de més simple en el qual podem aplicar les fórmules que ja coneixem.
{\displaystyle I_{x}={\frac {R_{t}}{R_{x}+R_{t}}}I_{generador}}
Per calcular la resta de corrents, hem d'utilitzar la mateixa fórmula però amb la resistència equivalent Rt adequada en cada cas.